# Chuka
Chuka (bra: O Revólver de um Desconhecido) é um filme americano de 1967, do gênero faroeste, dirigido por Gordon Douglas, com roteiro de Richard Jessup baseado em seu romance Chuka.
O filme é estrelado por Rod Taylor, que o coproduziu.

## Sinopse
Durante rigoroso inverno, em forte sitiado por indígenas esfomeados, um notório pistoleiro reencontra o seu passado.

## Elenco
- Rod Taylor — Chuka
- Ernest Borgnine — sgt. Otto Hansbach
- John Mills — Coronel Stuart Valois
- Luciana Paluzzi — Veronica Kleitz
- James Whitmore — Lou Trent
- Victoria Vetri — Helena Chavez
- Louis Hayward — Major Benson
- Michael Cole — Spivey
- Hugh Reilly — capitão Carrol
- Barry O'Hara — Slim, o cozinheiro
- Joseph Sirola — Baldwin
- Marco Lopez — Hanu
- Gerald York — tenente Daly
- Herlinda Del Carmen — Menina indígena
- Lucky Carson — cocheiro